# Климов, Александр Михайлович
Александр Михайлович Климов (род. 22 августа 1956) — полковник Вооружённых Сил Российской Федерации, участник Афганской войны, лётчик-испытатель, Герой Российской Федерации (2006).

## Биография
Александр Климов родился 22 августа 1956 года в селе Кутузовка района имени Сергея Лазо Хабаровского края. Окончил среднюю школу. В 1973 году Климов был призван на службу в Советскую Армию. В 1977 году он окончил Сызранское высшее военное авиационное училище лётчиков. В 1982—1983 годах участвовал в Афганской войне, совершил 980 боевых вылетов, наносил огневые удары по формированиям моджахедов, производил эвакуацию раненых и погибших военнослужащих. Вертолёт Климова пять раз получал повреждения, но всякий раз возвращался на аэродром.
В 1985 году Климов был рекомендован на лётно-испытательную работу. В 1986 году он окончил Центр подготовки лётчиков и штурманов — испытателей ВВС. В 1986—1994 годах Климов был старшим лётчиком-испытателем ГК НИИ имени Чкалова. В 1994 году в звании подполковника он был уволен в запас. Как пилот высокого класса, Климов был приглашён на работу лётчиком-испытателем в ОАО «Московский вертолётный завод имени М. Л. Миля». Произвёл более 30 опытных и исследовательских работ, лично освоил несколько десятков разновидностей вертолётов и их модификаций, среди них — «Ми-2», «Ми-4», «Ми-8», «Ми-10», «Ми-24», «Ми-26», «Ми-28», «Ми-34». К августу 2006 года Климов налетал 5100 часов, из которых 1700 — на вертолётах. Является одним из пионеров в освоении высшего пилотажа на вертолётах «Ми-34» и «Ми-28».
Указом Президента Российской Федерации № 1295 от 16 ноября 2006 года за «мужество и героизм, проявленные при испытаниях авиационной техники» старший лётчик-испытатель Александр Климов был удостоен высокого звания Героя Российской Федерации с вручением медали «Золотая Звезда».
В настоящее время Климов продолжает работать на Лётно испытательном комплексе Московского вертолётного завода имени Михаила Леонтьевича Миля. Проживает в Москве.
Также награждён орденами Красного Знамени и Красной Звезды, а также рядом медалей, в том числе медалью Нестерова. Заслуженный лётчик-испытатель РФ (2003), лётчик-испытатель 1-го класса (1992). Полковник (2009).